# Frutidella caesioatra
Frutidella caesioatra är en lavart som först beskrevs av Schaer., och fick sitt nu gällande namn av Kalb. Frutidella caesioatra ingår i släktet Frutidella och familjen Ramalinaceae.  Arten är reproducerande i Sverige. Inga underarter finns listade i Catalogue of Life.